# Gruber József
Gruber József (Korompa, 1915. november 5. – Budapest, 1972. november 26.) gépészmérnök, egyetemi tanár, a műszaki tudományok doktora (1964); a Budapesti Műszaki Egyetem rektora, az Áramlástan Tanszék vezetője, a Gépészmérnöki Kar dékánja.

## Életpályája
Gépészmérnöki oklevelét a József Nádor Műszaki és Gazdaságtudományi Egyetemen szerezte. A Ganz-gyár Diesel- és benzinmotor-próbaállomásán kezdte pályáját, majd a Műszaki Egyetem Aerodinamikai Intézetének adjunktusa lett 1947-ig. Műszaki doktorátust szerzett 1944-ben, majd 1947-től a Zuglói Gépgyár tervezőmérnöke lett. 1950-ben intézeti tanár a Műszaki Egyetem aerodinamikai tanszékén, 1951-től haláláig pedig az átszervezett Áramlástan Tanszék vezetője volt. Ezzel párhuzamosan betöltötte a gépészmérnöki kar dékáni (1953–1955), majd az egyetem rektori tisztét (1961–1964) is. 

### Munkássága
Az MTA áramlás-technikai tanszéki munkaközösségének vezetője volt annak megszervezésétől kezdve. Rendszeres kutatómunkát indított meg a radiális átömlésű járókerekek elméletének létrehozásának céljából. Az álló és forgó lapátrácsok közötti áramlás korszerű matematikai eszközökkel történő leírása az ő nevéhez fűződik, ezen elméletét kiterjesztette az összenyomható közegekre is. Vizsgálatsorozata, melyet az efféle járókerekek lapátjain kialakuló határréteg megismerésének érdekében indított, nemzetközi érdeklődést és elismerést váltott ki. Tagja volt 1960-tól a Gesellschaft für Angewandte Mathematik und Mechanik nemzetközi társaságnak, valamint az International Union of Theoretical and Applied Mechanics Magyar Nemzeti Bizottságának.

## Emlékezete

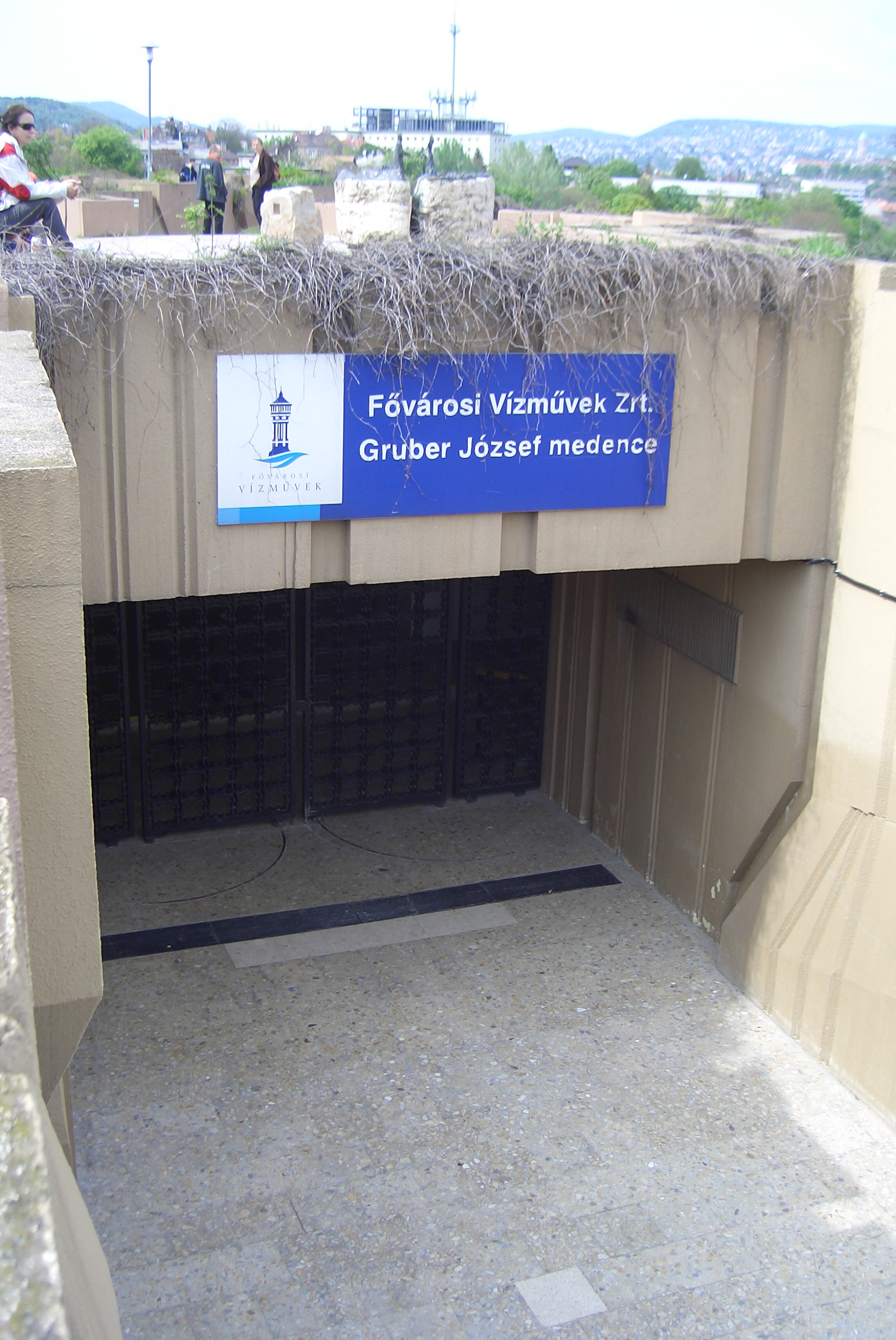
A Vízművek gellérthegyi ivóvíztározója, mely Gruber József gépészmérnök, egyetemi tanár nevét viseli

- Nevét viseli a Fővárosi Vízművek gellérthegyi víztárolója.

## Főbb művei
- A szárnylapátos szellőző méretezése és üzeme (disszertáció, Bp., 1943)
- Szárnylapátos vízgépek (Pattantyús Á. Gézával, Bp., 1949)
- Szellőzők és gázsűrítők (Bp., 1952)
- Folyadékok mechanikája (Blahó Miklóssal, Bp., 1952)
- Gázdinamika (Szentmártony Tiborral, Bp., 1952)
- Centrifugális ventillátorok korszerű szerkesztési irányelvei (Bp., 1958)
- Radiális átömlésű, végtelen vékony, hátrahajló lapátozású forgó lapátkörrácsok számítása (akadémiai doktori értekezés, Bp., 1963)
- Ventilátorok (tankönyv), Műszaki Könyvkiadó, Bp. 1966, 1968, 1974, 1981.)

## Ajánlott irodalom
- Korényi Zoltán – Tolnai Béla (szerk.). Az áramlástan és hőtan úttörői. Életrajzi gyűjtemény. Budapest: BME Gépészmérnöki kar (1978)